# 张文铸
张文铸（1886年—1952年），别号鼎元，四川省巫溪县大宁老县城(今城厢镇)人。满洲国军上将。

## 生平
8岁时，过继给在东北任大赍厅通判的伯父张荣禧，随迁东北。1901年在奉天初中毕业。1906年在黑龙江省高中毕业。考入保定军官学校。毕业后参加奉军。1925年任马占山黑龙江第四混成旅参谋长。随马占山任第十七师参谋长。黑龙江督军万福麟保举张任黑龙江骑兵第一旅第二团团长，不久任黑龙江骑兵第一旅参谋长、第六团团长等职。
九一八事变后，随马占山投日，任伪黑龙江省警备司令部参谋长、骑兵第一支队司令、骑兵一旅少将旅长。1933年升任伪黑龙江省警备司令部中将司令官。1934年黑龙江省警备司令部改组为滿洲國軍第三军管区任司令官，后别转任第五军管区、第七军管区、第四军管区司令官。1942年任滿洲國軍上将侍从武官长。
抗战胜利后，逃北平匿居。1950年5月化名张鼎元潜赴归绥市在西五十家街同成淀粉厂任副经理。1951年11月南下企图出国。1952年2月在武汉被抓获，羁押审查时诈得一把菜刀自刎其颈出血，并扑向看守人员夺枪，被击毙。